# Caecidotea racovitzai
Caecidotea racovitzai is een pissebeddensoort uit de familie Asellidae. De wetenschappelijke naam van de soort werd in 1970, als Asellus racovitzai, voor het eerst geldig gepubliceerd door  Williams.

## Verspreiding
Caecidotea racovitzai is een zoetwater-pissebed, afkomstig uit het oosten van Noord-Amerika, van het zuidoosten van Canada tot Florida en Georgia. Als exoot werd Deze soort geïntroduceerd in estuaria aan de westkust van Noord-Amerika, van Puget Sound (Washington) tot de Baai van San Francisco (Californië). Het leeft over het algemeen in grote en kleine meren, vijvers, rivieren en moerassen waar het wordt geassocieerd met drijvende planten. Mogelijke bronnen voor transport naar de estuaria van de westkust zijn onder meer ballastwater, waterplanten en visbestanden.